# 千厩バスターミナル
千厩バスターミナル（せんまやバスターミナル）は、岩手県一関市千厩町にある、主に旧千厩町周辺地区の路線を管轄している岩手県交通のバスターミナル。岩手県交通一関営業所の下部組織で、正式名称は岩手県交通一関営業所千厩バスターミナル。

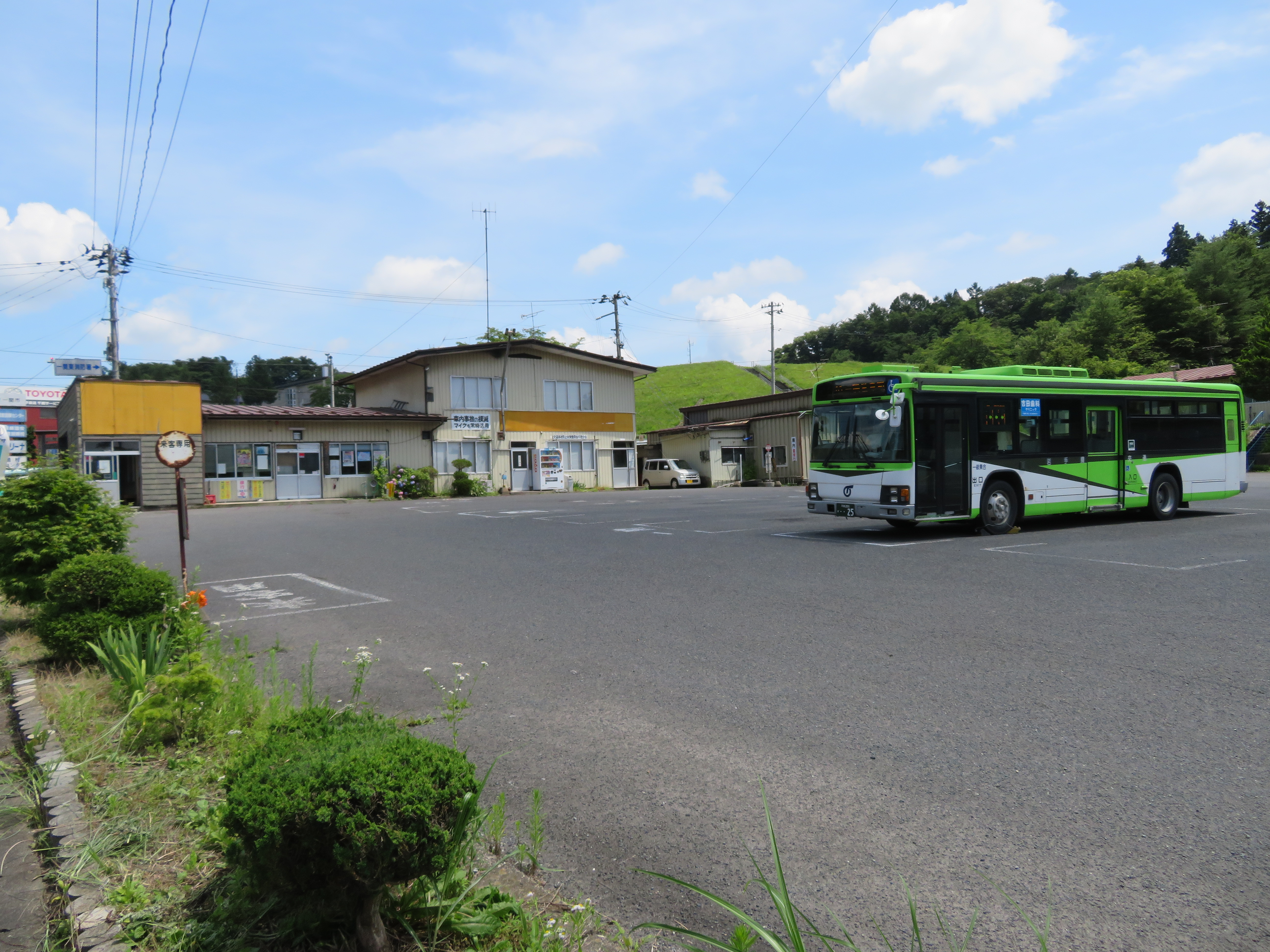
千厩バスターミナル

## 所在地
〒029-0803
岩手県一関市千厩町千厩上駒場285-5

## 沿革
- 2021年（令和3年）4月1日 - 定期乗車券・各種乗車券（バスカード・高速バス）の取り扱いが変更[1]。

## 所管路線および車両

### 長距離路線

#### 一関気仙沼線
一関営業所と共管。
- 一関駅前 - 薄衣 - 千厩駅前 - 千厩バスターミナル - 小梨駅前 - 室根山登山口 - 新月駅前 - 新月パーキング - 気仙沼駅前 - 気仙沼市役所前
  - 岩手県交通のバスカードが利用可能。
  - 千厩バスターミナル - 気仙沼駅・気仙沼市役所前間発着の区間便も存在する。
  - 2022年2月19日より、土日祝日運休（一関 - 大船渡便は運行、同5月21日より1往復に減便）。

### 一般路線

#### 本郷線（気仙沼千厩線）
2020年4月1日、経路変更。『柳沢・東小田（旧・国道284号線）』経由から『国道284号線（厩橋）』経由に変更。 
- [02]：一関営業所 - 一関駅前 - 真滝駅前 - 薄衣 - 千厩支所入口 - 千厩病院 - 千厩駅前 - 千厩バスターミナル
  - 平日のみの運行。
- [03]：一関営業所 - 一関駅前 - 真滝駅前 - 薄衣 - 千厩支所入口 - 千厩駅前 - 千厩バスターミナル

#### 千厩バスターミナル・千厩地域を経由しない路線
- 磐井・南光病院シャトル
- 一関市中心市街地循環線(右回り・左回り)

※平日のみの運用

## 撤退路線

### げいび渓線
- [31]：一関駅前 - 磐井・南光病院前 - 千歳橋 - 相川 - げいび渓 - 柴宿駅前 - 大東高校前 - 摺沢駅前
  - 2010年4月1日 - 起終点を一関営業所から一関駅前に変更。
  - 2023年9月30日 - 路線廃止
  - 2023年10月1日 - 東磐交通がげいび渓線として同じ経路で営業開始
  - 以前は一関市役所西（旧：磐井病院前） - 柵瀬口経由の便もあり、千歳橋経由は急行便の扱いであったが現在は全便千歳橋経由に変更されている。

## 移管路線

### 一関大船渡線
- 一関駅前 - 千厩駅前 - 千厩バスターミナル - 小梨駅前 - 新月駅前 - 新月パーキング - 気仙沼駅前 - 気仙沼市役所前 - 鹿折駅前 - (三陸沿岸道路) - 陸前高田駅 - 大船渡駅前 - サンリアショッピングセンター前 - 大船渡東高校前 - 立根
  - 岩手県交通のバスカードが利用可能。
  - 2022年5月21日のダイヤ改正より、千厩バスターミナル担当便が減便。1日1往復となる。これに伴い、大船渡営業所の所管路線となった。

## 廃止路線

### 根山線
- のちの一関市営バス（千厩）奥玉線。
  - 当バスターミナルを発着とし、一関市営バスが代替運行していた。2011年に従来の路線ルートを一関市営バスが変更した。
  - 終点は根山停留所のままであった。
  - 2021年3月31日をもって、デマンドタクシーの試験運行に伴い一関市営バスによる代替運行を取りやめた。2022年3月31日をもって、本格運行の開始に伴い路線廃止となった[2]。

### 磐清水線
- 現在は、一関市営バス（千厩）磐清水線。
  - 現在は、一関市立千厩中学校 - 千厩病院 - 千厩駅前 - 千厩支所入口 - S★PIA - 中上のルートとなっている。
- 岩手県交通運行時、終点は関上停留所であった。
- 現在は一関市営バスが代替運行している。

### 藤崎線
- [41]：一関駅前 - 磐井・南光病院前 - 狐禅寺 - 番台 - 薄衣 - 散臣長根 - 藤沢 - 藤沢小学校前

2018年4月1日に廃止。
- 現在は、一関市営バス（藤沢）藤沢一関線[4]。

### 千厩花泉線
- [71]：千厩バスターミナル - 千厩病院 - 千厩支所入口 -関田橋 - 藤沢 - 黄海 - 七日町 -  花泉
  - 2018年4月1日ダイヤ改正で、路線名を従来の「花泉線」から「千厩花泉線」に変更[3]。
  - 2020年3月31日をもって廃止[5]。同年4月1日より市営バス（藤沢）千厩花泉線が運行[6]。

### 大籠線
- [73]：千厩バスターミナル - 千厩病院 - 千厩支所入口 - 増沢 - 藤沢病院 - 保呂羽 - 千松
- 2020年3月31日をもって廃止[5]。同年4月1日より市営バス（藤沢）大籠線が運行[6]。

### 気仙沼千厩線
平日のみの運行。土・日・祝日は運休となる。
- [05]：千厩バスターミナル - 千厩支所入口 - 千厩病院 - 千厩駅前 - 千厩バスターミナル - 室根山登山口 - 新月駅前 - 気仙沼駅前ー気仙沼市役所前
- [06]：千厩バスターミナル - 千厩支所入口 - 千厩駅前 - 千厩バスターミナル - 室根山登山口 - 新月駅前 - 気仙沼駅前ー気仙沼市役所前
  - 2021年3月31日路線廃止。一関気仙沼線の停留所追加により代替運行。

### 千厩盛岡線

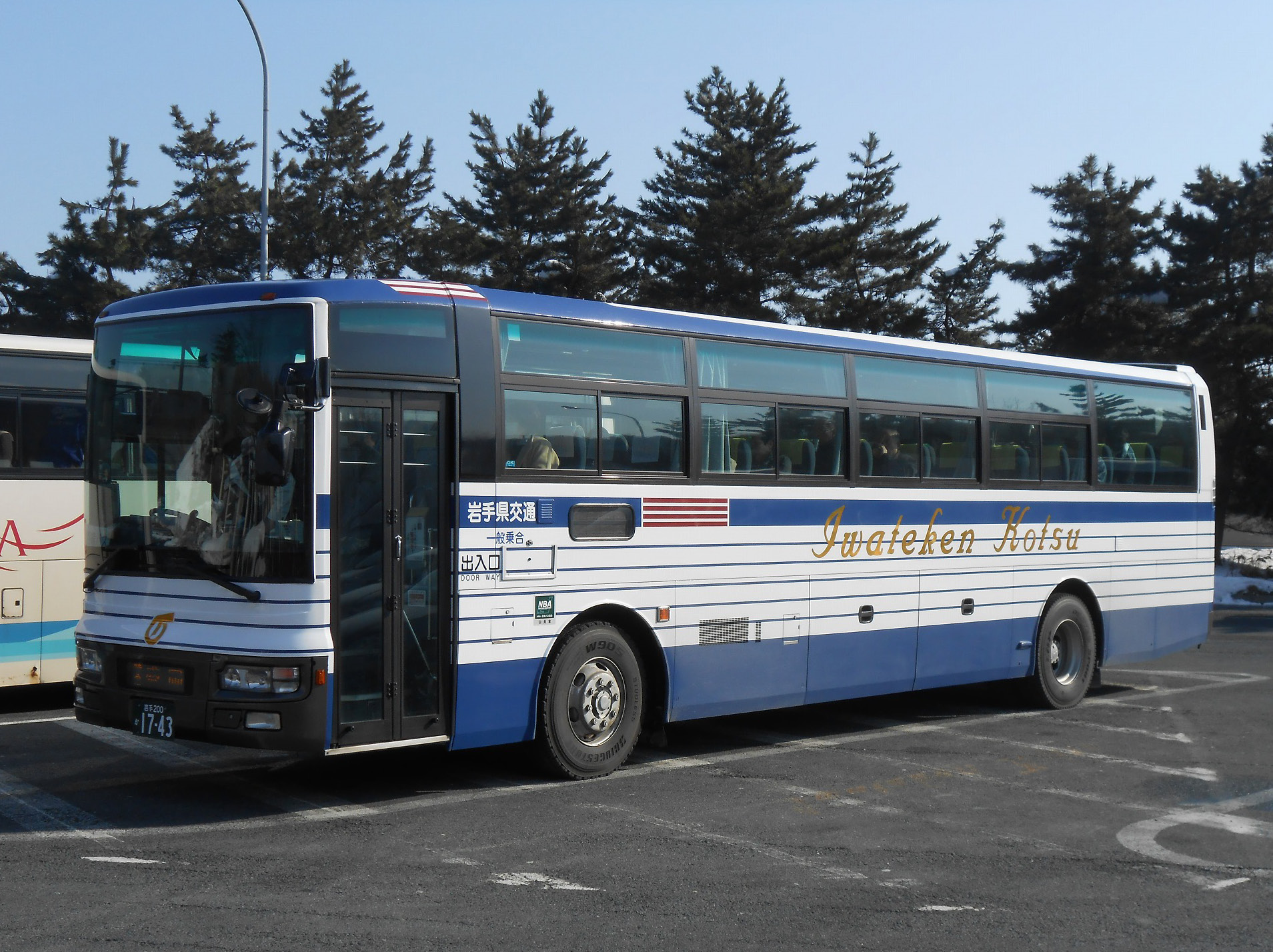
特急千厩盛岡線（写真の車両は現在廃車済）

座席定員制となっており、途中停留所からの乗車時点で満席時の場合には乗車できない。また、本路線では千厩バスターミナル - 県庁・市役所前全停留所相互間とも乗降可能（但し盛岡行は盛岡駅前 - 盛岡バスセンター間のみの利用は不可）。IGRいわて銀河鉄道が発売している企画乗車券は利用できない。岩手県交通バスカードが使用可能。
運行経路
千厩バスターミナル - 千厩駅口 - 千厩体育館入口 - 一関市役所千厩支所入口 - 摺沢四ツ角 - 道の駅みずさわ - 奥州市役所前 - （水沢IC） - （東北自動車道） - （盛岡南IC） - 盛岡駅（東口） → 県庁・市役所前 → 盛岡バスセンター
※ 下り盛岡行の盛岡駅前 - 盛岡バスセンター間は降車専用。
※ 1日1往復。
路線沿革
- 2000年（平成12年） - 千厩バスターミナル - 盛岡バスセンター間で運行開始。1日1往復。
- 2002年（平成14年） - 室根村役場前（現：一関市役所室根支所前）まで延長。
- 2005年（平成17年） - 1日2往復に増便。
- 2010年（平成22年）12月4日 - この日より翌2011年（平成23年）3月31日までの期間限定で、通常の2往復に1往復増便、計1日3往復で運転。
- 2011年（平成23年） - 3月11日に発生した東北地方太平洋沖地震の影響で通常便が3月21日まで運休、前述の臨時便が3月31日まで運休。
- 2014年（平成26年）8月1日 - この日より盛岡側の乗降ICを盛岡ICから盛岡南ICに変更するとともに、イオンモール盛岡への停車を廃止[7]。
- 2017年（平成29年）4月1日 - 1日1往復に減便。
- 2018年（平成30年）10月1日 - ダイヤ改正。千厩側起終点を千厩バスターミナルに短縮、千厩行は盛岡駅始発となる（千厩発は盛岡バスセンターまで運行）。
- 2019年（令和元年）10月1日 - 運賃改定[8]。
- 2020年（令和2年）3月20日 - この日より当面の間運休[9]。
- 2024年3月31日 - 廃止[10]。

利用状況
| 年度               | 運行日数 | 運行便数 | 年間輸送人員 | 1日平均人員 | 1便平均人員 |
| 2002（平成14）年度 | 364      | 728      | 11,131       | 30.6        | 15.3        |
| 2003（平成15）年度 | 366      | 732      | 12,848       | 35.1        | 17.6        |
| 2004（平成16）年度 | 365      | 750      | 13,028       | 35.7        | 17.4        |
| 2005（平成17）年度 | 365      | 1,460    | 21,903       | 60.0        | 15.0        |
| 2006（平成18）年度 | 365      | 1,460    | 21,992       | 60.3        | 15.1        |
| 2007（平成19）年度 | 366      | 1,464    | 24,457       | 66.8        | 16.7        |